# Токело Ранті
Токело Ентоні Ранті (англ. Tokelo Anthony Rantie; нар. 8 вересня 1990, Парейс, ПАР) — південноафриканський футболіст, центральний нападник. Виступав за національну збірну Південно-Африканської Республіки.

## Клубна кар'єра

### Ранні роки
Народився в Парейсі, Вільна держава, розпочав свою кар’єру в різних академіях, зокрема в «Старс оф Африка Академі» в його рідній Південній Африці. Габестар був його наставником. У 2010 році переїхав до «Ферроваріу ді Бейра», а згодом до «Машакене» у сусідньому Мозамбіку. У 2011 році перебрався в оренду до клубу шведського Дивізіону 2 «ІФК Гассельгольм» від «Старс оф Африка Академі» в рамках їхньої співпраці з приводу надання досвіду південноафриканських гравців у Швеції.

### «Орландо Пайретс»
Оскільки Токело відзначився 10-ма голами у 12-ти матчах за підсумками першої половини сезону, його віддали в оренду «Орландо Пайретс» у Прем’єр-соккер ліги на сезон 2011/12 років. Відзначився 7-ма голами в 20-ти матчах за «піратів». «Орландо Пайретс» намагався домовитися зі «Старс оф Африка Академі» про повноцінний трансфер нападника, але через високі фінансові запити «Академії» сторони так і не змогли домовитися про цей перехід.

### «Мальме»
9 серпня 2012 року представник шведського Аллсвенскана «Мальме» на совїц офіційній сторінці в соціальній мережі Twitter, що Токело приєднується до клубу. Сторони домовилися про 17-місячну оренду, яка завершилася 1 січня 2014 року з можливістю викупу «Мальме» Ранті за встановлену ціну, розмір якої не розголошувався. Дебютував за клуб 16 серпня 2012 року, відіграв 45 хвилин у товариському матчі проти італійського «Лаціо». У своєму дебютному офіційному матчі за клуб 20 серпня 2012 року відзначився хет-триком, у переможному (6:3, екстра тайми) виїзному поєдинку другого раунду кубку Швеції проти «Сандвікена». 27 серпня 2012 року вперше зіграв у чемпіонаті за «Мальме», вийшов з лави запасних на 62-й хвилині в поєдинку проти «ГІФ Сундсвалль». На 89-й хвилині Ранті відзначився своїм першим голом у чемпіонаті за клуб, встановив результат 2:0 на користь свого нового клубу. Загалом протягом сезону 2012 року за «Мальме» зіграв 11 матчів чемпіонату та відзначився 4-ма голами.
Сезон 2013 року розпочав з травми коліна, через що вибув на більшу частину передсезонної підготовки. Йому вдалося відзначитися вражаючим голом у матчі першого туру, вдома проти «Гальмстада», в якому Токело зумів обійти декількох захисників, відзначився першим голом (через поперечину) у матчі та своїм першим голом у сезоні. 23 квітня 2013 року підписав 4-річний контракт до завершення сезону 2016 року, та став повноцінним гравцем «Мальме». Загалом Ранті провів 21 матч і відзначився 7-ма голами за клуб у чемпіонському сезоні. У листопаді 2013 року «Борнмут» дозволив йому повернутися до клубу на декілька днів, щоб відсвяткувати чемпіонський титул із гравцями та вболівальниками «Мальме».

### «Борнмут»
28 серпня 2023 року «Мальме» повідомив про те, що продав південноафриканця до англійського «Борнмута». Офіційно про вартість трансферу не розголошували, але повідомляється, що це рекорд «Борнмута» (2,5 мільйона фунтів стерлінгів). Дебютував за нову команду 17 вересня, замінивши шотландського вінґера Раяна Фрейзера в переможному (1:0) матчі проти «Барнслі» на стадіоні Дін Курт. Вперше в стартовому складі за нову команду вийшов чотири дні по тому в нічийному матчі (3:3) проти «Мідлсбро», вийшов разом із партнером по атаці Льюїсом Граббаном, а через 60 хвилин його замінив Вес Томас. Першим голом за клуб відзначився 9 листопада, відкрив рахунок у матчі проти «Бернлі» (1:1) на Терф Мур, а наприкінці поєдинку Денні Інгз зрівняв рахунок. Другим голом за клуб відзначився у січні 2014 року, в якому «Борнмут» переміг «Гаддерсфілд Таун» з рахунком 2:1. Ранті важко було пробитися за стартовий склад разом із найкращим бомбардиром «Борнмута» Льюїса Граббана та січневим новачком Янном Керморгантом з «Чарльтоном Атлетік», якому віддавав перевагу Едді Гау. Однак, незважаючи на це, з відходом Граббана в Норвіч того ж літа за орієнтовну суму в 3 000 000 фунтів стерлінгів, після того, як було активовано положення про його звільнення від дії нового контракту, який він підписав лише 6 місяців тому, і гарної гри в останньому турі сезону від південноафриканця, яка завершилася поразкомю (0:1) від «Міллволла».

### «Генчлербірлігі»
26 серпня 2016 року «Борнмут» оголосив на своєму офіційному сайті, що Токело підписав повноцінну угоду з турецьким «Генчлербірлігі» за плату, яка сторони не розкрили. Хагалом у Суперлізі зіграв 26 матчів та відзначився 3-ма голами. У жовтні 2017 року, пославшись на хворобу матері, повернувся на батьківщину, але після цього до турецького клубу так і не повернувся.

### «Кейптаун Сіті»
У 2018 році повернувся на батьківщину, де уклав договір з «Кейптаун Сіті», але вже наприкінці сезону залишив команду.

### «Мамелоді Сандаунз»
10 вересня 2019 року підписав 3-річний контракт з «Мамелоді Сандаунз».
Контракт Ранті з «Сандаунз» розірвали 5 січня 2020 року.

### «Марумо Джаллантс»
У лютому 2021 року став гравцем «Тшакума Тша Мадзівханділа».

## Кар'єра в збірній
Дебютував у національній збірній Південної Африки з футболу 15 червня 2012 року в товариському матчі проти Габону, при цьому відзначився своїм першим голом за «Бафана Бафана». У 2013 році викликаний для свого першого турніру з Південною Африкою, потрапив до списку з 23-х гравців команди на Кубок африканських націй 2013, що проходив у Південній Африці.

## Статистика виступів

### Клубна
Станом на 17 серпня 2015.
| Клуб                        | Сезон             | Ліга  | Ліга | Кубок | Кубок | Континентальні | Континентальні | Загалом | Загалом |
| Клуб                        | Сезон             | Матчі | Голи | Матчі | Голи  | Матчі          | Голи           | Матчі   | Голи    |
| --------------------------- | ----------------- | ----- | ---- | ----- | ----- | -------------- | -------------- | ------- | ------- |
| «Ферроваріу ді Бейра»       | 2010              | —     | —    | —     | —     | —              | —              | —       | —       |
| «Ферроваріу ді Бейра»       | Загалом           | —     | —    | —     | —     | —              | —              | —       | —       |
| «Машакене»                  | 2011              | —     | —    | —     | —     | —              | —              | —       | —       |
| «Машакене»                  | Загалом           | —     | —    | —     | —     | —              | —              | —       | —       |
| «ІФК Гассельгольм» (оренда) | 2011              | 12    | 10   | 0     | 0     | —              | —              | 12      | 10      |
| «ІФК Гассельгольм» (оренда) | Загалом           | 12    | 10   | 0     | 0     | —              | —              | 12      | 10      |
| «Орландо Пайретс»           | 2011–12           | 20    | 7    | 0     | 0     | 0              | 0              | 20      | 7       |
| «Орландо Пайретс»           | Загалом           | 20    | 7    | 0     | 0     | 0              | 0              | 20      | 7       |
| «Мальме» (оренда)           | 2012              | 11    | 3    | 1     | 3     | —              | —              | 12      | 6       |
| «Мальме»                    | 2013              | 21    | 7    | 2     | 2     | 6              | 1              | 29      | 10      |
| «Мальме»                    | Загалом           | 32    | 10   | 3     | 5     | 6              | 1              | 41      | 16      |
| «Борнмут»                   | 2013–14           | 29    | 3    | 2     | 0     | —              | —              | 31      | 3       |
| «Борнмут»                   | 2014–15           | 12    | 2    | 4     | 0     | —              | —              | 16      | 2       |
| «Борнмут»                   | 2015–16           | 1     | 0    | 0     | 0     | —              | —              | 1       | 0       |
| «Борнмут»                   | Загалом           | 41    | 5    | 6     | 0     | —              | —              | 47      | 5       |
| Усього за кар'єру           | Усього за кар'єру | 96    | 31   | 9     | 5     | 6              | 1              | 111     | 37      |

### У збірній

#### По роках
Станом на 3 вересня 2017 року
| Національна збірна | Рік     | Матчі | Голи |
| ------------------ | ------- | ----- | ---- |
| ПАР                | 2012    | 4     | 2    |
| ПАР                | 2013    | 12    | 3    |
| ПАР                | 2014    | 9     | 4    |
| ПАР                | 2015    | 10    | 1    |
| ПАР                | 2016    | 3     | 1    |
| ПАР                | 2017    | 2     | 2    |
| Загалом            | Загалом | 40    | 12   |

#### Голи за збірну
Рахунок та результат збірної ПАР в таблиці вказано на першому місці.
| Гол | Дата              | Місце                                             | Суперник         | Рахунок | Результат | Змагання                                   |
| --- | ----------------- | ------------------------------------------------- | ---------------- | ------- | --------- | ------------------------------------------ |
| 1.  | 15 червня 2012    | Мбомбела, Мбомбела, ПАР                           | Габон            | 2–0     | 3–0       | Товариський матч                           |
| 2.  | 16 жовтня 2012    | Національний стадіон Ньяйо, Найробі, Кенія        | Кенія            | 1–0     | 2–1       | Товариський матч                           |
| 3.  | 2 лютого 2013     | Мозес Мабіда, Дурбан, ПАР                         | Малі             | 1–0     | 1–1       | Кубок африканських націй 2013              |
| 4.  | 11 жовтня 2013    | Стад д'Агадір, Агадір, Марокко                    | Марокко          | 1–0     | 1–1       | Товариський матч                           |
| 5.  | 11 жовтня 2014    | Муніципальний стадіон, Пуент-Нуар, Конго          | Республіка Конго | 2–0     | 2–0       | кваліфікація Кубку африканських націй 2015 |
| 6.  | 15 листопада 2014 | Мозес Мабіда, Дурбан, ПАР                         | Судан            | 2–0     | 2–1       | кваліфікація Кубку африканських націй 2015 |
| 7.  | 19 листопада 2014 | Міжнародний стадіон Годсвіл Акпабіо, Уйо, Нігерія | Нігерія          | 1–0     | 2–2       | кваліфікація Кубку африканських націй 2015 |
| 8.  | 19 листопада 2014 | Міжнародний стадіон Годсвіл Акпабіо, Уйо, Нігерія | Нігерія          | 2–0     | 2–2       | кваліфікація Кубку африканських націй 2015 |
| 9.  | 13 листопада 2015 | Національний стадіон Омбака, Бенгела, Ангола      | Ангола           | 1–1     | 3–1       | кваліфікація чемпіонату світу 2018         |
| 10. | 26 березня 2016   | Лімбе, Лімбе, Камерун                             | Камерун          | 1–0     | 2–2       | кваліфікація Кубку африканських націй 2017 |
| 11. | 10 червня 2017    | Міжнародний стадіон Годсвіл Акпабіо, Уйо, Нігерія | Нігерія          | 1–0     | 2–0       | кваліфікація Кубку африканських націй 2019 |
| 12. | 1 вересня 2017    | Національний стадіон Кабо-Верде, Прая, Кабо-Верде | Кабо-Верде       | 1–0     | 1–2       | кваліфікація чемпіонату світу 2018         |

## Досягнення
«Орландо Пайретс»
- Прем'єр-соккер ліга ПАР
  -  Чемпіон (1): 2011/12

- Кубок ліги ПАР
  -  Володар (1): 2011/12

«Мальме»
- Аллсвенскан
  -  Чемпіон (1): 2013[17]

«Борнмут»
- Чемпіонат Футбольної ліги
  -  Чемпіон (1): 2014/15